# Куриленко Дмитро Олександрович
Дмитро́ Олекса́ндрович Куриленко (12 березня 1992, смт Ріпки, Чернігівська область — 28 квітня 2014, село Кутузовка, Добропільський район, Донецька область) — український військовослужбовець, десантник, солдат Збройних сил України. Загинув під час російсько-української війни.

## Життєпис
Дмитро Куриленко народився у райцентрі Ріпки на Чернігівщині. Був єдиною дитиною у матері. Вона працює листоношею, виростила сина сама. 2008 року закінчив Ріпкинську ЗОШ I—III ступенів. У шкільні роки займався спортом, брав участь у художній самодіяльності, захоплювався риболовлею. І ще тоді хотів стати військовиком. 2011 року закінчив Замглайське аграрне професійно-технічне училище за спеціальністю тракторист-машиніст сільськогосподарського виробництва, а 2013 — Ніжинський агротехнічний інститут за спеціальністю технік-електрик.
Строкову службу проходив у десантних військах у 2012—2013 роках, 95-та окрема аеромобільна бригада, в/ч А0281, Житомир. 13 лютого 2014 року вступив на військову службу за контрактом у цій же бригаді, водій-електрик відділення інженерної техніки інженерно-позиційного взводу інженерно-саперної роти.
Із появою на Донбасі російських озброєних груп підрозділи 95-ї бригади, перекинуті на Донеччину, розташувались у базовому таборі в селі Кутузовка Добропільського району. 28 квітня 2014 року о 9:50, під час щоденного огляду інженерних загороджень по периметру території, солдат Дмитро Куриленко і молодший сержант Максим Римбалюк підірвались на міні. Максим дістав поранення ніг, а Дмитра осколками поранило в шию та голову. Після надання першої допомоги на місці їх відправили гелікоптером до військово-медичного клінічного центру у Харків. Дорогою, близько 12-ї години, від осколкових поранень Дмитро помер.
1 травня його поховали на кладовищі смт Ріпки. Вдома лишилися мама Світлана Михайлівна Куриленко та наречена Ганя.

## Нагороди
19 липня 2014 року — за особисту мужність і героїзм, виявлені у захисті державного суверенітету та територіальної цілісності України, вірність військовій присязі, відзначений — нагороджений орденом «За мужність» III ступеня (посмертно).

## Вшанування пам'яті
В червні 2014 року на будівлі школи № 2, де навчався Дмитро, відкрито пам'ятну дошку на його честь.
Ім'ям Дмитра Куриленка названа одна з вулиць смт Ріпки.